# Cinisco di Mantinea
Cinisco di Mantinea (Mantinea, prima metà del VI secolo a.C. – ...) è stato un atleta greco antico.
Sin da bambino si dedicò alla palestra ed all'arte della guerra. In età adulta si distinse per le sue capacità guerresche ed atletiche. 
Vinse una edizione dei giochi olimpici verso la metà del VI secolo a.C., offrendo, evidentemente, un grande spettacolo di questa antica disciplina sportiva. Alcuni decenni dopo il personaggio godeva ancora di grande fama atletica e Policleto, tra il 445 e il 438 a.C., gli dedicò una scultura in bronzo che lo ritraeva nell'atto di cingersi la testa con una corona di ulivo, simbolo della vittoria Olimpica.
Le ultime scoperte rivelano che l'offerente era un pancraziaste, cioè un atleta olimpionico che praticava uno sport più e meno simile al pugilato moderno, ma dalle regole molto diverse: si combatteva avvolgendo dei legacci di cuoio alle mani e permetteva anche l'uso dei piedi, dei gomiti e delle ginocchia.
La scultura di Policleto, assieme a molte altre, viene descritta da Pausania il Periegeta, uno viaggiatore del II secolo d.C. Di essa sono pervenute diverse copie di età romana, conservate nei Musei Capitolini e al British Museum (Efebo Westmacott).

## Omaggio alla dea Era
Dopo la vittoria ai giochi olimpici Cinisco si trasferì nella Magna Grecia, probabilmente a Sibari, e offrì alla dea Era una scure martello in bronzo con epigrafe come ringraziamento per la vittoria. La dedica incisa sulla penna della scure definisce Cinisco “lo òrtamos”, che generalmente viene tradotto con "il macellaio" in realtà non si riferisce alla professione, bensì ad una caratteristica dell'offerente: nell'antica lingua dei Dori, indica “il massacratore” o “il Vittimario”, riferito al fatto che massacrava i suoi avversari durante il combattimento.